# Clavija umbrosa
Clavija umbrosa är en viveväxtart som först beskrevs av Jean Jules Linden, och fick sitt nu gällande namn av Eduard August von Regel. Clavija umbrosa ingår i släktet Clavija och familjen viveväxter. Inga underarter finns listade i Catalogue of Life.